# Arxiu de l'Àrtida
L'Arxiu Mundial de l'Àrtida (Arctic World Archive, en anglès) és un arxiu de patrimoni digital pensat per a conservar-hi de manera segura dades digitals de tot el món i tenir-les disponibles en l'eventualitat que la resta de sistemes d'emmagatzematge de dades fallin.
Es va obrir a Svalbard, Noruega, el 27 de març de 2017, situat a l'interior de les muntanyes àrtiques, amb gel permanent i condicions climàtiques ideals. L'arxipèlag de Svalbard és una zona declarada com a desmilitaritzada per 42 països, la qual cosa fa de l’Arxiu Mundial un lloc ideal per guardar-hi dades valuoses. El que l'Svalbard Global Seed Vault representa per a les plantes, l'Arxiu Mundial ho és per al patrimoni digital mundial i per a tota mena de dades valuoses.
L’arxiu està gestionat per l'empresa de tecnologia noruega Piql, en col·laboració amb l'empresa minera governamental Store Norske Spitsbergen Kulkompani.
L’arxiu es troba dins d’una mina de carbó abandonada a Svalbard i es diu que és com una caixa forta nuclear. Les dades s'hi emmagatzemen fora de línia en una pel·lícula digital que té una vida útil d'uns 500 anys.
L'arxiu emmagatzema dades com ara una versió digitalitzada del Crit d'Edvard Munch per al Museu Nacional de Noruega i una versió digitalitzada de la Divina Comèdia per a la Biblioteca del Vaticà. El març de 2018, el programa de televisió científic alemany Galileo hi va dipositar el seu primer programa i hi va realitzar un documental. El març de 2019, la Diputació de Barcelona hi va dipositar els dos primers llibres d’actes, els documents més solemnes amb què compta la institució, els quals abasten la cronologia de 30 de novembre de 1812 fins al 12 de juliol de 1820.